# Hymenoscyphus fraxineus

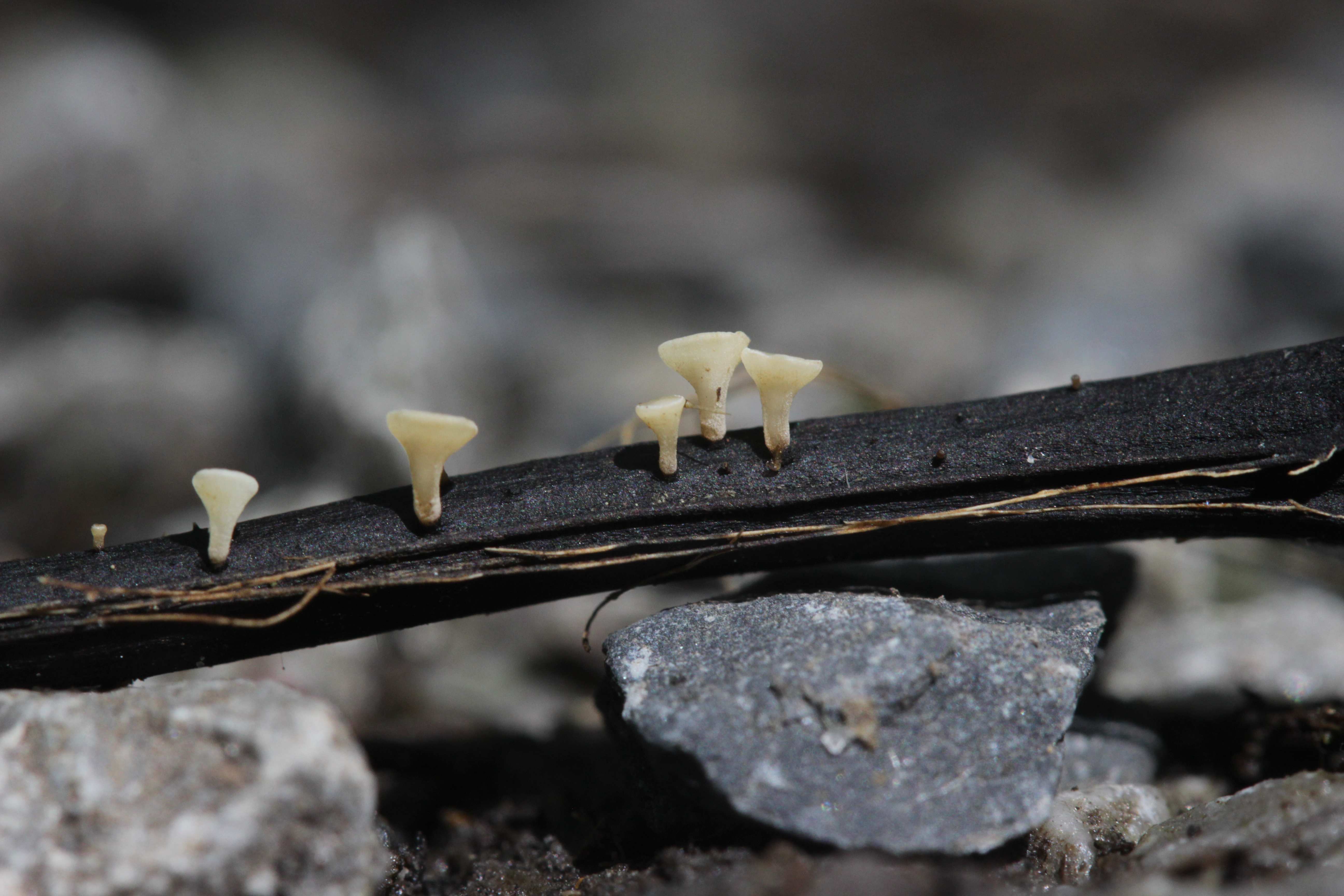
Hymenoscyphus fraxineus

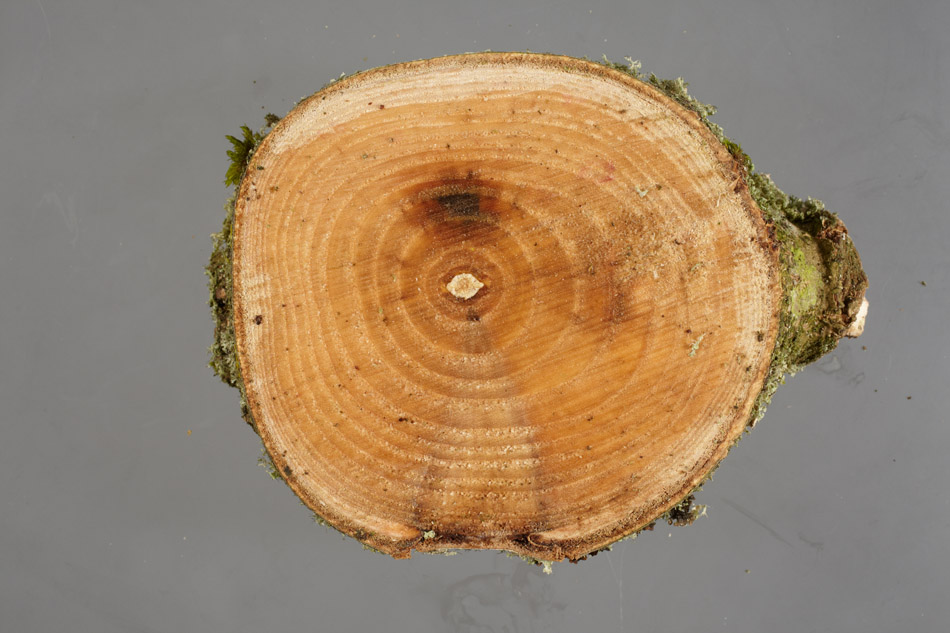
Klinowata zmiana spowodowana przez postać bezpłciową (anamorfa) patogenu przedostającą się do drzewa

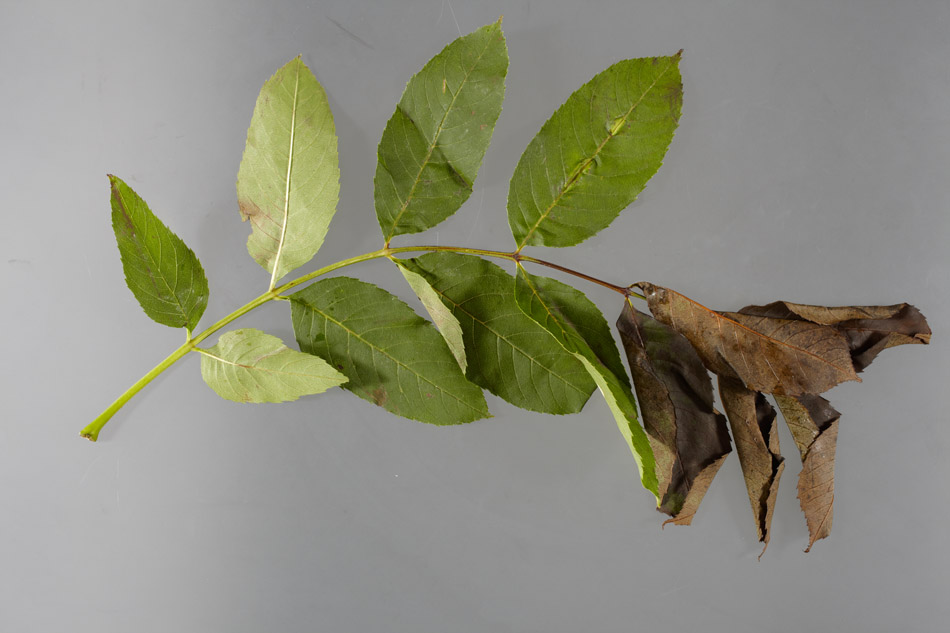
Więdnięcie liści spowodowane nekrozą osadki

Hymenoscyphus fraxineus (T. Kowalski) Baral, Queloz & Hosoya – gatunek grzybów z rodziny tocznikowatych (Helotiaceae).

## Systematyka i nazewnictwo
Pozycja w klasyfikacji według Index Fungorum: Hymenoscyphus, Helotiaceae, Helotiales, Leotiomycetidae, Leotiomycetes, Pezizomycotina, Ascomycota, Fungi.
Po raz pierwszy takson ten zdiagnozował w roku 2006 Tadeusz Kowalski nadając mu nazwę Chalara fraxinea. Obecną, uznaną przez Index Fungorum nazwę nadali mu w roku 2014 Hans-Otto Baral, Valentin Quelo i Tsuyoshi Hosoya. 
Synonimy naukowe:
- Chalara fraxinea T. Kowalski 2006
- Hymenoscyphus pseudoalbidus Queloz, Grünig, Berndt, T. Kowalski, T.N. Sieber & Holdenr. 2011

## Morfologia
Owocniki
Teleomorfa to apotecjum białawe do kremowego, z wiekiem brązowiejące, zbudowane z  płaskiego kapelusza o średnicy 1,5–3,0 mm i krótkiego trzonka o wymiarach 0,4–2,0 × 0,2–0,5 mm powiększonego lub wąskiego u podstawy, część podstawy często czarna. 
Cechy mikroskopowe
Worki cylindryczno-maczugowate, 8-zarodnikowe, o rozmiarach około 80–107 × 6–12 µm. Zarodniki cylindryczno-wrzecionowate, szkliste, dekstrynoidalne, w stanie dojrzałym z 1(-2) przegrodą, o rozmiarach około 13–17 (–21) × 3,5–5,0 µm. Wstawki z przegrodą, szkliste, lekko żółtawe, cylindryczne o szerokości 2,0–2,5 µm, powiększone do 3 µm na szczycie.
Anamorfa zasiedla drzewa. Grzybnia hodowana na pożywkach przybiera w zależności od pożywki barwę szarawobiałą lub rdzawobrunatnawą. Może być wełnista lub zbita. Może wytwarzać czarne elementy sklerotyczne. Konidia endogeniczne, tzn. powstające wewnątrz fialid. Fialidy zakończone cylindryczną kolaretą zwykle o długości 5–7 μm. Mogą powstawać na fialoforach, czyli trzonkach konidialnych liczących do czterech komórek o kształcie cylindrycznym lub butelkowatym i długości kilkudziesięciu mikrometrów.  Konidia jednokomórkowe, bezbarwne, gładkościenne, niskowalcowate o wymiarach 3,2−4,0 × 2,0−2,5 μm. Najstarsze mogą być nieco większe. Nad wylotem fialidy tworzą kropelkowate skupienia.
Wytwarza antybiotyki.

## Występowanie i siedlisko
Hymenoscyphus fraxineus ma dwie fazy swojego cyklu życiowego: płciową i bezpłciową. Etap bezpłciowy (anamorfa) rośnie w dotkniętych drzewach, atakując korę oraz gałązki i gałęzie. Etap płciowy, reprodukcyjny (teleomorfa) rośnie latem na poczerniałych obszarach opadłych ogonków liści jesionu wyniosłego (Fraxinus excelsior L.) z poprzedniego roku lub martwych pędach.
Wywołuje on groźną chorobę powodującą zamieranie jesionu wyniosłego. Zarażenie jesionu powoduje ograniczenie przepływu wody i składników odżywczych, co prowadzi do szybkiego obumierania, a ostatecznie do śmierci. W sierpniu 2011 r. w nadleśnictwach Myślenice i Dynów na południu Polski przeprowadzono badania występowania owocników (apotecjum) Hymenoscyphus fraxineus na opadłych liściach jesionu wyniosłego. Z analizy wynika, że szacunkowa liczba owocników H. fraxineus może jednorazowo sięgać od 370 tys. do ponad 13 mln na hektar. Jedynie niektóre osobniki jesionu wyniosłego wykazują odporność. Prowadzone są badania mające na celu biologiczne ograniczenie rozprzestrzeniania się H. fraxineus na liściach jesionu wyniosłego. 
Choroba zamierania jesionów została po raz pierwszy zaobserwowana w Europie Północnej i Środkowej w latach 90. XX wieku i od tego czasu H. fraxineus rozprzestrzenił się na większą część Europy. Gatunek został znaleziony na jesionie mandżurskim (Fraxinus mandshurica Rupr.) w Japonii i Chinach, gdzie wydaje się być niepatogenny dla swojego rodzimego żywiciela. W połączeniu z brakiem odporności jesionu europejskiego sugeruje to azjatyckie pochodzenie H. fraxineus.  

## Gatunki podobne
W Polsce występuje ponad 20 gatunków pucharków. Bardziej pospolite to:
- pucharek owocowy (Hymenoscyphus fructigenus) występujący na opadłych owocach drzew i krzewów, głównie buka i dębu,
- tzw. pucharek bukowy (Phaeohelotium fagineum) rozwijający się na opadłych owocach buka[24]
- pucharek kielichowaty (Hymenoscyphus calyculus) występujący na drewnie i gałązkach drzew liściastych[23].
- pucharek źdźbłowy (Hymenoscyphus herbarum) rozwija się na martwych łodygach roślin zielnych[24].